# 奈莉·阿坎
奈莉·阿坎（英語：Nelly Arcan，1973年3月5日－2009年9月24日），本名伊莉莎白·弗提埃（英語：Isabelle Fortier），是一位法文小說家，出身加拿大魁北克。

## 走紅與死亡
奈莉出生於魁北克的平靜小鎮梅干提克湖，2001年出版首部半自傳性質的小說《妓女》（法語：Putain），內容主要描述妓女辛西婭的故事。由於其中包含了部分奈莉本人的實際經歷，因此情節格外真實，在加拿大法語區與法國引起了極大的轟動，讓她一砲而紅。她也憑此作品入圍法國最富盛名的兩大文學獎，美第奇獎與費米娜獎，但未能獲獎。
奈莉隨後出版的三部小說正式確立了她在法語文壇的地位。2004年出版，以醜聞為題材，同樣也是半自傳性質的第二部小說《瘋狂》（法語：Folle）讓她再次提名費米娜獎；2007年出版了第三部小說《露天》（法語：À ciel ouvert），同年還出版了一本附有插畫的散文集《鏡中的孩子》（法語：L'enfant dans le miroir）；2009年，奈莉出版了她的第四部也是最後一部小說《天堂獄卒》（法語：Paradis clef en main）。出版三本小說的空檔時間，她也為報紙跟文學雜誌寫短篇小說、專欄。
2009年9月24日，奈莉被發現在蒙特婁的寓所上吊身亡，得年36歲。此時她的最後一本小說才剛剛出版，內容正是描述主角自殺失敗而成為殘障，最後自殺成功的故事。2009年9月3日，奈莉自殺前三周，她在魁北克的法語雜誌《Ici》上發表了一篇名為“ Prends-moi，ou t'es mort ”的短篇，詳述她成名後遭到跟蹤狂騷擾的故事。
奈莉死後葬在魁北克的東部城鎮，為了避免不必要的騷擾，並未公開確切地點。

## 影響
奈莉的故鄉梅干提克湖的市圖書館在2013年的一次火車事故中全毀，圖書館重建後以她為名，命名為“LaMédiathèquemunicipale Nelly-Arcan”。
2016年，由導演安妮·艾蒙（英語：Anne Émond）執導，加拿大演員米蓮·麥凱（英語：Mylène Mackay）主演的電影《她的應召日記》（英語：Nelly），以奈莉的生平為藍本，呈現奈莉在作家、名妓、巨星的角色轉換間逐漸迷失，最後無法承受而自殺的短暫人生旅程。